# Be Here Now
Be Here Now je třetí studiové album anglické rockové kapely Oasis. Bylo vydáno v srpnu 1997.

## Seznam skladeb
Autorem všech skladeb je Noel Gallagher.
| Pořadí | Název                          | Délka |
| ------ | ------------------------------ | ----- |
| 1.     | D'You Know What I Mean?        | 7:44  |
| 2.     | My Big Mouth                   | 5:02  |
| 3.     | Magic Pie                      | 7:19  |
| 4.     | Stand by Me                    | 5:56  |
| 5.     | I Hope, I Think, I Know        | 4:22  |
| 6.     | The Girl in the Dirty Shirt    | 5:49  |
| 7.     | Fade In-Out                    | 6:52  |
| 8.     | Don't Go Away                  | 4:48  |
| 9.     | Be Here Now                    | 5:13  |
| 10.    | All Around the World           | 9:20  |
| 11.    | It's Gettin' Better (Man!!)    | 7:00  |
| 12.    | All Around the World (Reprise) | 2:08  |

## Obsazení
Oasis
- Paul „Bonehead“ Arthurs – rytmická kytara, akustická kytara
- Liam Gallagher – zpěv
- Noel Gallagher – sólová kytara, zpěv
- Paul McGuigan – baskytara
- Alan White – bicí, perkuse

Další hudebníci
- Mark Coyle – části pozpátku v „D'You Know What I Mean?“
- Johnny Depp – slide guitar ve „Fade In-Out“[1]
- Mark Feltham – harmonika v „All Around the World“
- Mike Rowe – klávesy